# Канівщина (Кременчуцький район)
Канівщи́на — село в Україні, у Градизькій селищній громаді Кременчуцького району Полтавської області. Населення становить 113 осіб. Населення сільської ради на 1 січня 2011 року становить 82 особи.

## Географія
Село Канівщина Глобинського району Полтавської області розташоване за 25 км від м. Глобине, за 2 км від лівого берега річки Сухий Кагамлик. За 1 км розташоване село Погреби. На річці велика загата. Поруч проходить залізниця, станція Рублівка.

## Населення
Станом на 1 січня 2011 року — 82 осіб, кількість дворів — 76.:
| 2001 | 2011 |
| ---- | ---- |
| 113  | 82   |
|      | ▼    |

### Мова
Розподіл населення за рідною мовою за даними перепису 2001 року:
| Мова       | Кількість | Відсоток |
| ---------- | --------- | -------- |
| українська | 109       | 96.46%   |
| російська  | 4         | 3.54%    |
| Усього     | 113       | 100%     |

## Інфраструктура
Село газифіковане.